# Copacabana (Córdova)
Copacabana (Córdoba) é uma comuna da província de Córdoba, na Argentina.